# Nowe Chrapowo (przystanek kolejowy)
Nowe Chrapowo – nieczynny przystanek kolejowy w Nowym Chrapowie w powiecie pyrzyckim, w województwie zachodniopomorskim, w Polsce.